# Kujawy (powiat golubsko-dobrzyński)
Kujawy – kolonia w Polsce położona w województwie kujawsko-pomorskim, w powiecie golubsko–dobrzyńskim, w gminie Ciechocin.
W XIX w. kolonia w powiecie lipnowskim, parafia Ciechocin.
W latach 1975–1998 miejscowość należała administracyjnie do województwa toruńskiego.